# INFJ

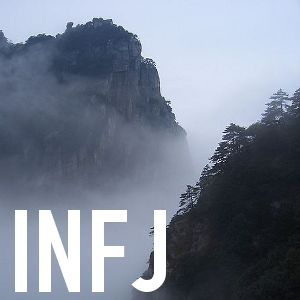
根据Myers-Briggs公司，INFJ被称为“有远见卓识的梦想家”（insightful visionary）。

INFJ是迈尔斯-布里格斯性格分类法（MBTI）中十六种人格类型之一:30-31，缩写意为内向（英語：Introversion）、直觉（英語：iNtuition）、情感、判断（英語：Judging）:6，原型来自荣格类型学理论中“以直觉主导的内向型”（英語：Introverts with dominant intuition），后来由迈尔斯和布里格斯完善为“以直觉主导、以情感辅助的内向型”（英語：Introverts with dominant Intuition and auxiliary Feeling）:22-23。
在凯尔西气质分类法中，INFJ被称为“咨询师”（英語：Counselor），属于理想主义者的四种气质之一。
综合各方统计，INFJ类型约占人口的1-3%。

## 理论基础

### 迈尔斯-布里格斯性格分类法（MBTI）
《MBTI手冊》指出，該指標「旨在實施一種理論；因此必須理解理論才能理解MBTI」。MBTI強調天生差異的意義；其基本假設是，我們在理解自身經歷的方式上有着特定的偏好，這些偏好支撐着我們的興趣、需求、價值觀和動機。該理論的精髓是，人類的許多看似隨機變化的行為其實是相當有序而規律的，這是因為個體在「感知」和「判斷」的方式上存在根本差異。MBTI評量工具旨在幫助識別健康行為中的感知和判斷模式。
MBTI的理論基礎是瑞士精神科醫生卡爾·榮格（Carl Jung）在1921年提出的一項具影響力的理論——心理類型。榮格認為，人們使用實感、直覺、情感和思考四種主要的心理功能來體驗世界，而人在大多數時候由其中一種功能主導。綜上，榮格提出了兩對一分為二的認知功能的存在：
- 「理性」的判斷功能：思考和情感
- 「非理性」的感知功能：實感和直覺

榮格認為，對於每個人來說，每個功能都主要以內向或外向的形式表達。基於榮格的原始概念，布里格斯和邁爾斯開發了她們自己的心理類型理論，組成四個類別——外向/內向（E/I）、實感/直覺（S/N）、思考/情感（T/F）、判斷/感知（J/P）；根據MBTI的論述，每個人在每個類別中各有一個偏好的特質，形成16種獨特的類型。MBTI的16種類型由四個字母縮寫來指代，這些縮寫分別來自該類型4種偏好的英文名稱首字母，不過「Intuition」（直覺）除外，它使用縮寫「N」來將其與「Introverted」（內向）的「I」區分開來。
| MBTI的16種類型                                       |      |      |      |
| ISTJ                                                 | ISFJ | INFJ | INTJ |
| ISTP                                                 | ISFP | INFP | INTP |
| ESTP                                                 | ESFP | ENFP | ENTP |
| ESTJ                                                 | ESFJ | ENFJ | ENTJ |
| 這個類型指標由邁爾斯所創，以擴展榮格的心理類型理論。 |      |      |      |

### 凯尔西气质分类法
大衛·凱爾西（David Keirsey）在了解MBTI系統後開發了「凱爾西氣質分類法」，這四種「氣質」可追溯到古希臘的傳統。他將這些氣質映射到邁爾斯與布里格斯創建的SP、SJ、NF和NT分組，並為MBTI的16種人格類型逐個命名：
| SP組 （工匠）       | ESETIP創業者   | ISETIP手藝人 | ESEFIP表演者 | ISEFIP作詞人 |
| SJ組 （監護人）     | ESITEJ監督人   | ISITEJ調查員 | ESIFEJ供給者 | ISIFEJ保護者 |
| NF組 （理想主義者） | ENIFEJ教育家   | INIFEJ咨詢師 | ENEFIP捍衛者 | INEFIP治療師 |
| NT組 （理性主義者） | ENITEJ陸軍元帥 | INITEJ策劃人 | ENETIP發明家 | INETIP建築師 |

## 类型动力学

### 四个偏好
MBTI通過以下偏好將人們歸類：:5-7
- 能量態度（注意力方向與能量來源）：外向或內向（E/I）
- 感知功能（信息收集方式）：實感或直覺（S/N）
- 判斷功能（決策方式）：思考或情感（T/F）
- 生活態度（對待外在世界的方式）：判斷或感知（J/P）

四個字母的組合遵循E/I、S/N、T/F、J/P的順序，由此產生了16種可能的字母組合，如ESTJ、ISFP、INFJ、ENTP等16種獨特的類型:29。在MBTI的理論中，「類型」表達的信息量不只是「4個偏好」，它代表了功能（S、N、T、F）、能量態度（E、I）以及對外界的態度（J、P）之間的一組複雜的動態關係:29。根據MBTI的論述，每組二分法的兩個「偏好」類似左撇子與右撇子，人們確實會使用雙手，但通常會用喜歡的那隻手伸手，因為那樣更自然:117。更重要的是，所有偏好和類型都同樣有價值，MBTI並不顯示一個人的能力。每種人格類型都有它自己的潛在優勢，和提供機遇能讓這優勢成長的領域:52
- I——内向态度相对于外向态度（E）。偏好内向态度的人倾向通过处理内心世界和头脑中的想法、图像、记忆和反应来获取能量。他们通常偏好独立作业，或是与一两个相处舒适的人共事。他们需要时间深思，以确定接下来的行动。对他们来说，概念几乎是实实在在的东西，有时比起实物，他们更喜欢概念本身[25]。
- N——直觉功能相对于实感功能（S）。偏好直觉功能的人对外来信息的关注点侧重于印象、含义和规律。他们偏好的学习方式是思考问题，而非动手实践。他们对新事物和可能性感兴趣，因此他们更多地思考未来，而非过去。他们喜欢研究象征性事物和抽象理论，即使未知如何将其应用出来。他们对事件的记忆更多是整体印象，而不是真实发生的事实或细节[26]。
- F——情感功能相对于思考功能（T）。偏好情感功能的人相信，只要权衡大家的关切与想法，就可以做出最好的决策。他们关注价值观，思考什么对人们是最好的。他们乐于建立或维护和谐，在人际关系中给人一种有爱、温暖和圆滑的印象[27]。
- J——判断态度相对于感知态度（P）。偏好判断态度的人在他们的外在生活中使用其判断功能——思考（T）或情感（F）。他们似乎更喜欢有计划或有秩序的生活方式，喜欢把事情安排得井然有序。完成决策使他们感到更安心，并喜欢尽可能地掌控生活[28]。

### 认知功能

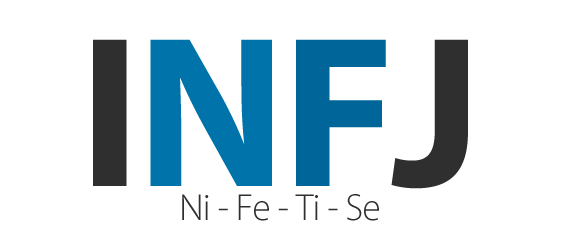
INFJ类型的功能层级

根据类型动力学，MBTI四组偏好中4种功能（S、N、T、F）通过不同态度（E、I、J、P）进行组合和互动，最终形成“功能叠列”（英語：function stack），即完整的人格类型。在功能叠列中，4个功能根据它们的“意识”强度进行降序排列，依次为“主导”（英語：dominant）、“辅助”（英語：auxiliary）、“第三”（英語：tertiary）及“劣势”（英語：inferior）功能，即第一至第四功能。主导功能是人格类型的核心优势，辅助功能则相当于副驾驶，而第三与劣势功能的意识和发育都较少。
随着类型发育（英語：type development）的终身过程，个体将逐步获得对两个感知功能（S/N）及两个判断功能（T/F）的更大控制和熟练度。一般情况下，主导功能在7岁以前开始发育，辅助功能则在20岁以前开始发育，第三功能和劣势功能则分别出现于中年时期或更晚。
根据类型动力学，INFJ类型的主导、辅助、第三及劣势功能（即第一至第四功能）分别为内向直觉（Ni）、外向情感（Fe）、内向思考（Ti）及外向实感（Se）

#### 主导功能：内向直觉（Ni）
内向直觉（简称Ni）是偏好直觉和判断类型（xNxJ）的主导或辅助功能。根据《MBTI手册》第三版，Ni的定义如下：
| 将能量引导向内，专注于潜意识图像、关联和规律，以此形成内在视野及洞察力:23。 |

根据德伦特博士（Dr. A.J. Drenth）的论述，Ni使用者尤其依赖视觉感官，即以图像思考，许多INJ型的人常被指具有远见和洞察力。Ni的视觉本质与Se相关，但Se协调环境的细节，而Ni更多地关注整体印象和深度洞悉。Ni功能被描述为“看见”，除了指心智的视觉化，亦指“理解”——俯瞰大局，或是看透表象。
对于INFJ型的人而言，主导功能Ni令他们能比常人更亲密地接触潜意识。因此INFJ呈现出一种梦幻的特质，亦常被视为思想深邃而有远见的人。Ni不断处理、合成劣势功能Se在潜意识中收集的感官信息，这一循环使INFJ擅长准确地洞察事件的发展。INFJ的直觉表现为符号、图像、梦境或规律，这种以视觉处理信息的模式有助调和对立的功能。

#### 辅助功能：外向情感（Fe）
外向情感（简称Fe）是偏好情感和判断类型（xxFJ）的主导或辅助功能。根据《MBTI手册》第三版，Fe的定义如下：
| 通过组织和构建环境来满足人们的需求与自己的价值观，以追求和谐:23。 |

根据德伦特博士（Dr. A.J. Drenth）的论述，Fe使用者更快地向他人寻求情感支持，因此谈论情感问题可以疗愈FJ型的人。Fe将社会规范置于自身感受之前，以确保自己融入社会环境，有助建立社会凝聚力。Fe功能擅长识别和镜射他人的情绪，又能留意并满足他人的需求，有助FJ型的人建立融洽的人际关系。学者将Fe功能描述为“联系”。
对于INFJ型的人而言，主导功能Fe有助他们更好地识别他人的情绪和肢体语言（但不包括自己）。Fe作为外向判断功能，使INFJ有机会表达他们的感受、直觉和见解，尽管私下显得情绪化或戏剧化，但寻求情感支持对INFJ的身心健康至关重要。INFJ使用Fe决策，因此他们在压力下可能为了取悦他人而放弃Ni对真理的追求。

#### 第三功能：内向思考（Ti）
内向思考（简称Ti）是偏好思考和感知类型（xxTP）的主导或辅助功能。根据《MBTI手册》第三版，Ti的定义如下：
| 通过深度思考并建立一套用于理解的逻辑系统，以追求内部思维的准确性和秩序:23。 |

根据德伦特博士（Dr. A.J. Drenth）的论述，逻辑推理是Ti使用者的天性，包含空间推理和运算推理。其次，逻辑思考是TP类型的第二天性，使他们能够独立地通过逻辑难题来推理，因此许多TP型（尤其是ITP型）的人是典型的“单干”型。综上，Ti功能被描述为“推理”。
对于INFJ型的人而言，第三功能Ti帮助INFJ进行批判性思考，以逻辑审视其Ni和Fe功能。当INFJ开发Ti以审视Ni的见解时，可能产生自我怀疑；年轻的INFJ也可能完全忽视Ti，而是笃信Ni与Fe形成的坚定信念。不过，随着类型发展成熟，INFJ将逐渐平衡和适应Ti功能，并认识到其内在价值。

#### 劣势功能：外向实感（Se）
外向实感（简称Se）是偏好实感和感知类型（xSxP）的主导或辅助功能。根据《MBTI手册》第三版，Se的定义如下：
| 将能量向外引导，并通过专注于当下积累的详细而准确的感官数据，来获取信息:23。 |

根据德伦特博士（Dr. A.J. Drenth）的论述，Se功能常与五感相关，协调个体与物理环境的关系，这种动物本能可以很好地适应弱肉强食的社会。因此SP型的人充满了本能的感官欲望，喜欢新奇的感官刺激、物质享受和动作带来的快感，甚至会养成奢侈的品味，因为他们欣赏这种地位象征。综上，Se功能被描述为“体验”。
对于INFJ型的人而言，劣势功能Se使他们难以协调生活细节和物理元素。INFJ的感官数据仅通过Ni合成，使他们经常对物理环境感到陌生而疏离。尽管作为高敏感人群 (HSP)，INFJ通常无法意识到感官体验超负荷（劣势功能在潜意识中运作），引发神经系统崩溃。不过，成熟的INFJ可逐渐对感官体验和物质世界敞开心扉。

#### 阴影功能
后来的人格类型研究者（特别是琳达·V·贝伦斯）在这个降序排列中添加了四个附加功能。这些功能被称为阴影（英語：Shadow）功能，因为一个人并不自然地倾向于它们，但在压力之下它们也会浮现。对INFJ来说，这些阴影功能是（按次序）：
| 将能量向外引导，以纵览新的想法、有趣的模式和未来的可能性:23。 |

| 通过对自己和他人的内在价值观及外在行为的敏感度，寻求颇具意义且复杂的内在和谐:23。 |

| 通过运用明晰度、目标导向和果断行动，寻求对外部环境的逻辑秩序:23。 |

| 向内引导能量，并存储外部现实和内部思想经验的事实与细节:23。 |

## 特征
根据《MBTI手册》，以下是偏好INFJ类型的人可能有的天赋、特质、外在评价和潜在的成长空间:64,75,77。
《MBTI手册》对INFJ类型的简述如下:64：
在思想、人际关系和物质财富中寻求意义和关联性。渴望理解什么事情能激励大家，对他人有洞察力。忠于自己坚信的价值观，并为之努力不懈。建立清晰的愿景以最大化对共同利益的贡献，在实施愿景时有条理而果断。

### 天赋
INFJ类型的天赋是以直觉理解复杂的意义和人际关系，其洞察力背后是忠实的信仰。他们经常能在其他人自己意识到之前，就代入式地理解人们的感受和动机。他们将这种同理心与动力相结合，并投身那些旨在改善人民生活的全球性组织:75。
属于INFJ型的人对人际关系和可能性具有远见卓识。只要他们将这些见解表达出来，就能提升并激励他人:75。

### 特质
INFJ类型的人寻找生活中的意义和关联性，不太在意与其内在愿景无关的细节。他们主要在内心世界使用其直觉功能，形成复杂的图像和领悟:75。INFJ很可能是：
- 具洞察力、富创造力和有远见的
- 喜欢概念、符号和隐喻的
- 理想化、复杂和深刻的[2]:75

属于INFJ型的人运用个人价值观和同理心来理解他人并作出决定。忠实于能体现他们价值观的人或机构，但对价值观不同者兴趣不大:75。他们很可能是：
- 敏感、富同情心和同理心的
- 对其价值观十分虔诚的[2]:75

INFJ型的人想要在他们的工作、人际关系，甚至物质财产中找到意义和宗旨。他们深耕于自己和重要人士的成长和发展，且乐于以非传统的途径来实现这些目标。在他们看来，不论是自己或他人，其洞察力及创造性天赋的深度和复杂度都是极具价值的，他们也渴望这些洞见能得以实现:75。

### 外在评价
INFJ型的人非常乐意向他人表示同情和关心，但他们只和信任的人分享他们的内在直觉，因为他们将这个最具价值、最重要的部分保密，其他人可能难以得知。他们经常用复杂的隐喻来试图传达其内在的感知。他们尤其重视人际关系中的真实性和忠诚度:75。
尽管INFJ型的人通常比较矜持，但当他们的价值观受到侵犯时，他们会果断地维护自己的立场。如此一来，他们才能坚持不懈:75。其他人通常认为INFJ类型是：
- 含蓄的，甚至是神秘的
- 意志坚定、个人主义的[2]:75

### 潜在的成长空间
有时候，生活环境并不支持INFJ类型的人发展和表现他们的情感（F）和直觉（N）偏好:75。
- 如果INFJ类型没有开发其情感功能，他们可能无法通过可靠的方法来作出决定并达成目标。这将会形成桎梏，使他们无法对外发挥洞察力和创造力的宝贵价值[2]:75。
- 如果INFJ类型没有开发其直觉功能，他们可能无法接收足够的信息，或只接收那些切合他们内部图像的信息。结果，他们仅凭着曲解的且有限的信息，作出毫无根据的决定[2]:75。

如果INFJ找不到一个可以发挥其天赋并赞赏其贡献的地方，他们通常会感到沮丧:75，并可能会：
- 闭口不谈他们用来决策的信息，使他们显得武断
- 以少量的数据建立判断，即使知道这几乎没有现实依据
- 收起他们的能量和洞察力
- 变得易怒和挑剔[2]:75,77

INFJ类型对他们不偏好的实感（S）和思考（T）功能的关注较少，这本来是正常的:77。然而，如果他们过于忽视这些部分，他们可能会：
- 无法以其他人可以理解的方式表达他们内心的深刻见解
- 无法根据理性和实用性审视他们的见解，并最终遵循一个几乎不可能实现的愿景
- 过于执着地追求愿景[2]:77

在庞大的压力下，INFJ型的人可能会沉迷于他们一向认为无关痛痒的数据或过于耽溺于感官活动中，例如观看电视重播、暴饮暴食或无意义地购物:77。

## 统计学

### 人口分布
根据心理类型应用中心（Center for Applications of Psychological Type）按美国人口类型分布的推算数据显示，INFJ类型约占人口1-3%；性别分布方面，INFJ在女性人口大约占2-4%，在男性人口则约占1-2%。
不过，根据大卫·凯尔西的著作《请理解我II》（英語：Please Understand Me II）所指，INFJ所对应的气质“咨询师”（英語：Counselor）只占人口约1%。

### INFJ之最
根据《MBTI手册》第三版的研究结果，INFJ类型在美国统计中显示出以下特殊趋势:77-78：
- 在运用精神或哲学相关的应对策略（英語：coping resources）方面表现最佳
- 在工作、亲密关系、学校等多个领域报告的压力最大
- 对婚姻或亲密关系最不满意
- 大学首学期成绩平均绩点（英語：GPA）最高的两个类型之一，另一個為INTJ
- 理想工作的最重要特征是“运用自己的特殊能力”
- 最不重视健康、财务安全、名声与地位

### 注脚
1. ↑  . share.themyersbriggs.com. The Myers-Briggs Company.   [2023-06-04].
2. 1 2 3 4 5 6 7 8 9 10 11 12 13 14 15 16 17 18 19 20 21 22 23 24 25 26 27 28 29 30 31 32 33 34 35 36  Myers, Isabel; McCaulley, Mary; Quenk, Naomi; Hammer, Allen.  3rd. Consulting Psychologists Press. 1998. ISBN 978-0-89106-130-4.
3. ↑  .   [2011-02-02]. （原始内容存档于2009-05-13）.
4. 1 2 3  .   [2011-02-03]. （原始内容存档于2010-10-30）.
5. 1 2  . Center for Applications of Psychological Type, Inc.   [2011-02-03]. （原始内容存档于2017-09-11）.
6. ↑  .   [2011-02-03]. （原始内容存档于2008-07-24）.
7. ↑  雪力（夏瑄澧）.  初版. 三采文化股份有限公司. 2023-03-31  [2023-07-26]. ISBN 978-626-358-056-5. （原始内容存档于2023-09-29） （中文（臺灣））.
8. ↑  . TED-Ed.   [2023-07-26]. （原始内容存档于2023-09-29） （英语）.
9. ↑  Myers et al. 1998，第1頁.
10. ↑  Psychological Testing: Principles, Applications, and Issues (2009), p. 502.
11. 1 2  . www.myersbriggs.org. Myers & Briggs Foundation.   [2023-08-22]. （原始内容存档于2023-08-04） （英语）.
12. ↑  Jung, Carl Gustav. . . Princeton University Press. 1971. ISBN 978-0-691-09770-1.
13. ↑  Berens, Linda V.; Nardi, Dario. . . Telos Publications. 2004: 3  [2023-05-25]. ISBN 978-0-9664624-2-5 （英语）. According to Jung, the goal is not to use all the functions equally well but to have one that is dominant or trusted and developed most.
14. ↑  Huber, Kaufmann & Steinmann 2017，第34頁.
15. 1 2  Myers et al. 1998，第6-7頁.
16. ↑  Myers & Myers 1995，第17頁.
17. ↑  Myers et al. 1998，第29頁.
18. ↑  . www.myersbriggs.org. Myers & Briggs Foundation.   [2023-08-06]. （原始内容存档于2023-08-07）.
19. ↑  Myers et al. 1998，第23頁.
20. 1 2  . www.myersbriggs.org. The Myers & Briggs Foundation.   [2023-05-23]. （原始内容存档于2023-06-03）.
21. ↑  . www.myersbriggs.org. Myers & Briggs Foundation.   [2023-08-06]. （原始内容存档于2023-08-04） （英语）.
22. ↑  Keirsey, David.  1st. Prometheus Nemesis Book Co. May 1, 1998 [1978]. ISBN 1-885705-02-6.
23. ↑  . The Myers & Briggs Foundation.   [2023-06-02].
24. ↑  Myers, Isabel Briggs; Mary H. McCaulley.  2nd. Palo Alto, CA: Consulting Psychologist Press. 1985. ISBN 0-89106-027-8 （英语）.
25. ↑  . www.myersbriggs.org. The Myers & Briggs Foundation.   [2023-06-04]. （原始内容存档于2021-05-10）.
26. ↑  . www.myersbriggs.org. The Myers & Briggs Foundation.   [2023-06-04]. （原始内容存档于2021-05-10）.
27. ↑  . www.myersbriggs.org. The Myers & Briggs Foundation.   [2023-06-04]. （原始内容存档于2023-05-20）.
28. ↑  . www.myersbriggs.org. The Myers & Briggs Foundation.   [2023-06-04]. （原始内容存档于2023-04-11）.
29. 1 2 3  Dr. A.J. Drenth. . Personality Junkie.   [2023-06-11]. （原始内容存档于2023-03-26）.
30. 1 2  . www.myersbriggs.org. The Myers & Briggs Foundation.   [2023-06-11]. （原始内容存档于2023-05-14）.
31. ↑  . www.myersbriggs.org. The Myers & Briggs Foundation.   [2023-06-11]. （原始内容存档于2023-05-17）.
32. 1 2 3 4 5  . Personality Junkie.   [2023-06-13]. （原始内容存档于2023-07-29）.
33. 1 2 3 4 5 6 7 8 9 10 11 12 13 14 15 16 17  . Personality Junkie.   [2023-06-07].
34. ↑  .   [2011-02-02]. （原始内容存档于2011-02-08）.
35. ↑  . www.cognitiveprocesses.com. CognitiveProcesses.   [2023-06-09]. （原始内容存档于2023-03-29） （英语）.
36. ↑  .   [2011-02-03]. （原始内容存档于2009-05-13）.